# Kaspars Petrovs
Kaspars Petrovs (1978; Liepaja, Letônia) é um assassino em série (serial killer) condenado à prisão perpétua pelo assassinato de 13 idosas na cidade de Riga, Letônia, entre 2000 e 2003.
O jornal letão NRA escreveu em abril de 2015 que ele pode ter cometido "cerca de 100 assassinatos".
"É chamado o assassino mais sangrento da Letônia", segundo o Peoples da Rússia.
O Aftonbladet da Dinamarca o descreveu como "um dos piores assassinos em massa de todos os tempos" em fevereiro de 2005.

## Biografia
Segundo o Peoples, "nasceu numa família inteligente, em 1978, na cidade de Grobina, região de Liepaja, na Letônia (na antiga URSS). Seus pais eram médicos e criaram 10 filhos".
No entanto, segundo seus depoimentos, sua relação com a família era difícil e ele sentia que não recebia atenção. Há algumas matérias, como o Aftonbladet, que citam que ele chegou a viver nas ruas, como indigente. Segundo o TV Net em abril de 2005, um conhecido da família disse que "pode-se dizer que Kaspars era um pouco estranho, mas nunca pensei que ele pudesse matar". Seus professores relataram que ele era muito ordeiro e preciso, muito arrumado e limpo nas séries iniciais, mas que em algum momento algo mudou e que nas séries finais ele frequentemente faltava às aulas e seu progresso na escola havia se deteriorado, tendo sido expulso do colégio em 1993. Os professores também relataram que ele costumava ser muito violento e cruel na hora de resolver conflitos com os colegas.
"Examinando os dados biográficos de Kaspars, pode-se ver que em 1996 ele já havia caído no caminho do crime", tendo executado vários roubos, segundo o TV Net.

## Os crimes
Petrovs já sido condenado por roubo em 1998 e entre 2000 e 2003, matou diversas mulheres idosas.
Ele seguia as vítimas até suas casas, onde forçava a entrada, ou se fazia passar por um funcionário da da Latvijas Gāze (empresa estatal de gás da Letônia). Às vezes, segundo o site especializado Murderpedia, ele encontrava uma idosa no mercado e se oferecia para carregar suas sacolas até sua casa, onde então matava a fim de roubar. Ao todo, estima-se que ele roubou cerca de 35 mil dólares "Roubava pequenos montantes de dinheiro, enlatados e às vezes também itens de decoração", de acordo com o Muderpedia. Segundo o Peoples, de Luciya P., de 89 anos, ele teria roubado "cinco latas de peixe, uma cabeça de alho e duas cebolas".
Acabou preso em 3 de fevereiro de 2003 "por acidente", segundo o Murderpedia, quando a polícia encontrou digitais na residência de uma das vítimas e as identificou através de seu banco de dados.
Ele contou os pormenores de um crime: "Uma velha abriu [a porta]. Eu me apresentei como funcionário da empresa de gás e entrei na cozinha. Lavei minhas mãos, peguei a toalha e entrei no outro cômodo, onde estava a mulher, e estrangulei-a com a toalha. Depois a coloquei no sofá, verifiquei o armário e encontrei o dinheiro: aproximadamente 60 lats (cerca de 100 dólares). Olhei para a mulher e vi o sangue escorrendo pelo nariz. Voltei para a cozinha, peguei as outras duas toalhas e limpei o sangue. Coloquei essas toalhas na bolsa, fechei o quarto e joguei fora a bolsa com as toalhas e uma chave. Depois me senti péssimo e comecei a vomitar".
Segundo o Peoples, ele tentou usar uma "base teórica sólida" dizendo que matar idosas era como uma seleção natural, pois só os mais fortes teriam o direito de viver, como no mundo animal. "Interpretou a Teoria de Darwin à sua maneira, escreveu a publicação.

### Modus operandi
Estrangulava as mulheres e então, geralmente, colocava seus corpos na cama, como se estivessem dormindo.

## Julgamento e pena
No início das investigações, ele foi relacionado ao assassinato de cinco mulheres, mas depois confessou ter matado mais de trinta. Acabou condenado à prisão perpétua em 12 de maio de 2005 pelo assassinato de 13 pessoas, oito tentativas de assassinato, além de roubo e assalto. Durante seu julgamento, disse que "não pretendia matar suas vítimas, apenas roubá-las". Disse também que se arrependia dos crimes e pediu que as famílias o perdoassem, culpando sua própria família por seus atos. "Entendi que não seria capaz de ganhar tanto quanto minha família exigia de mim, portanto me voltei ao crime".